# 岩田洋夫
岩田洋夫（いわた ひろお ）は、日本のシステム工学者、筑波大学システム情報系教授。
ロボティクス、ハプティクス、バーチャルリアリティの研究を専門とする。その他にもメディアアーティストとしてアルス・エレクトロニカなどにて多数の受賞・発表を経験している。

## 略歴
1981年、東京大学工学部機械工学科卒業。
1986年、東京大学大学院工学系研究科修了（工学博士）。
2016年度から2019年度まで日本バーチャルリアリティ学会会長。

## 著書
- 『人工現実感生成技術とその応用』サイエンス社 1992
- 『VR実践講座 ~HMDを超える4つのキーテクノロジー~ (設計技術シリーズ)』 科学情報出版 2017